# (200318) 2000 ER197
(200318) 2000 ER197 es un asteroide perteneciente al cinturón de asteroides descubierto el 4 de marzo de 2000 por el equipo del Spacewatch desde el Observatorio Nacional de Kitt Peak, Arizona, Estados Unidos.

## Designación y nombre
Designado provisionalmente como 2000 ER197.

## Características orbitales
2000 ER197 está situado a una distancia media del Sol de 2,226 ua, pudiendo alejarse hasta 2,534 ua y acercarse hasta 1,918 ua. Su excentricidad es 0,138 y la inclinación orbital 5,307 grados. Emplea 1213,43 días en completar una órbita alrededor del Sol.

## Características físicas
La magnitud absoluta de 2000 ER197 es 16,4. 